# Kangaamiut
Kangaamiut (zastarale: Kangâmiut), dříve známý jako Gammel Sukkertoppen je osada v kraji Qeqqata v Grónsku. V roce 2016 tu žilo 331 obyvatel.

## Geografie
Kangaamiut se nachází na ostrově u pobřeží Davisova průlivu mezi dvěma fjordy. Na jihu se nachází fjord Kangerlussuatsiaq a na severu se nachází fjord Kangaamiut Kangerluarsuat.

## Historie
Dánsko-norská osada s názvem Sukkertoppen byla původně umístěna na území dnešního Kangaamiutu, když byla založena v roce 1755. Umístění této osady se změnilo v roce 1782 a poté se nacházela na místě dnešního Maniitsoqu.

## Doprava
Kangaamiut slouží jako přístav pro Arctic Umiaq Line.

## Počet obyvatel
Kangaamiut zažil prudké klesání jeho počtu obyvatel. Osada ztratila více než 36% obyvatel oproti roku 1990 a více než 26% oproti roku 2000.